# Ebersdorf bei Coburg
Ebersdorf bei Coburg là một đô thị ở huyện Coburg bang Bayern nước Đức. Đô thị Ebersdorf bei Coburg có diện tích 26,5 km², dân số thời điểm ngày 31 tháng 12 năm 2006 là 6227 người.